# Diplocolenus temperei
Diplocolenus temperei är en insektsart som beskrevs av Ribaut 1959. Diplocolenus temperei ingår i släktet Diplocolenus och familjen dvärgstritar. Inga underarter finns listade i Catalogue of Life.